# Fasciculipora yesoensis
Fasciculipora yesoensis är en mossdjursart som beskrevs av Shunsuke F. Mawatari 1974. Fasciculipora yesoensis ingår i släktet Fasciculipora och familjen Frondiporidae. Inga underarter finns listade i Catalogue of Life.